# Championnat d'Asie et d'Océanie féminin de volley-ball 2009
Navigation
2007 2011
Le 15e Championnat d'Asie et d'Océanie féminin de volley-ball a lieu à Hanoï (Viêt Nam) du 5 au 13 septembre 2009. Il a vu la première victoire de la Thaïlande.

## Équipes participantes
- Australie
- Chine
- Corée du Sud
- Japon
- Hong Kong
- Inde
- Indonésie
- Iran
- Kazakhstan
- Sri Lanka
- Taïwan
- Thaïlande
- Ouzbékistan
- Viêt Nam

## Poules
| Poule A                           | Poule B                  | Poule C                    | Poule D                               |
| --------------------------------- | ------------------------ | -------------------------- | ------------------------------------- |
| Australie Iran Sri Lanka Viêt Nam | Japon Taïwan Ouzbékistan | Chine Hong Kong Kazakhstan | Corée du Sud Inde Indonésie Thaïlande |

## Phase préliminaire

### Poule A

#### Classement
| No | Équipe    | Points | Matches | Matches | Matches | Sets | Sets   | Sets  | Points | Points | Points |
| No | Équipe    | Points | joués   | gagnés  | perdus  | pour | contre | Ratio | pour   | contre | Ratio  |
| -- | --------- | ------ | ------- | ------- | ------- | ---- | ------ | ----- | ------ | ------ | ------ |
| 1  | Viêt Nam  | 6      | 3       | 3       | 0       | 9    | 0      | MAX   | 225    | 138    | 1.630  |
| 2  | Iran      | 5      | 3       | 2       | 1       | 6    | 4      | 1.500 | 215    | 213    | 1.009  |
| 3  | Australie | 4      | 3       | 1       | 2       | 4    | 6      | 0.667 | 199    | 206    | 0.966  |
| 4  | Sri Lanka | 3      | 3       | 0       | 3       | 0    | 9      | 0.000 | 145    | 227    | 0.639  |

### Poule B

#### Classement
| No | Équipe      | Points | Matches | Matches | Matches | Sets | Sets   | Sets  | Points | Points | Points |
| No | Équipe      | Points | joués   | gagnés  | perdus  | pour | contre | Ratio | pour   | contre | Ratio  |
| -- | ----------- | ------ | ------- | ------- | ------- | ---- | ------ | ----- | ------ | ------ | ------ |
| 1  | Japon       | 4      | 2       | 2       | 0       | 6    | 0      | MAX   | 150    | 63     | 2.381  |
| 2  | Taïwan      | 3      | 2       | 1       | 1       | 3    | 3      | 1.000 | 107    | 122    | 0.877  |
| 3  | Ouzbékistan | 2      | 2       | 0       | 2       | 0    | 6      | 0.000 | 78     | 150    | 0.520  |

### Poule C

#### Classement
| No | Équipe     | Points | Matches | Matches | Matches | Sets | Sets   | Sets  | Points | Points | Points |
| No | Équipe     | Points | joués   | gagnés  | perdus  | pour | contre | Ratio | pour   | contre | Ratio  |
| -- | ---------- | ------ | ------- | ------- | ------- | ---- | ------ | ----- | ------ | ------ | ------ |
| 1  | Chine      | 4      | 2       | 2       | 0       | 6    | 0      | MAX   | 150    | 74     | 2.027  |
| 2  | Kazakhstan | 3      | 2       | 1       | 1       | 3    | 3      | 1.000 | 125    | 115    | 1.087  |
| 3  | Hong Kong  | 2      | 2       | 0       | 2       | 0    | 6      | 0.000 | 64     | 150    | 0.427  |

### Poule D

#### Classement
| No | Équipe       | Points | Matches | Matches | Matches | Sets | Sets   | Sets  | Points | Points | Points |
| No | Équipe       | Points | joués   | gagnés  | perdus  | pour | contre | Ratio | pour   | contre | Ratio  |
| -- | ------------ | ------ | ------- | ------- | ------- | ---- | ------ | ----- | ------ | ------ | ------ |
| 1  | Corée du Sud | 6      | 3       | 3       | 0       | 9    | 2      | 4.500 | 258    | 206    | 1.252  |
| 2  | Thaïlande    | 5      | 3       | 2       | 1       | 8    | 3      | 2.667 | 256    | 183    | 1.399  |
| 3  | Inde         | 4      | 3       | 1       | 2       | 3    | 8      | 0.375 | 197    | 249    | 0.791  |
| 4  | Indonésie    | 3      | 3       | 0       | 3       | 2    | 9      | 0.222 | 183    | 256    | 0.715  |

## Second tour

### Classement de 1 à 8

#### Poule E

##### Classement
| No | Équipe     | Points | Matches | Matches | Matches | Sets | Sets   | Sets  | Points | Points | Points |
| No | Équipe     | Points | joués   | gagnés  | perdus  | pour | contre | Ratio | pour   | contre | Ratio  |
| -- | ---------- | ------ | ------- | ------- | ------- | ---- | ------ | ----- | ------ | ------ | ------ |
| 1  | Chine      | 6      | 3       | 3       | 0       | 9    | 0      | MAX   | 225    | 127    | 1.772  |
| 2  | Kazakhstan | 5      | 3       | 2       | 1       | 6    | 4      | 1.500 | 225    | 195    | 1.154  |
| 3  | Viêt Nam   | 4      | 3       | 1       | 2       | 4    | 6      | 0.667 | 192    | 218    | 0.881  |
| 4  | Iran       | 3      | 3       | 0       | 3       | 0    | 9      | 0.000 | 123    | 225    | 0.547  |

#### Poule F

##### Classement
| No | Équipe       | Points | Matches | Matches | Matches | Sets | Sets   | Sets  | Points | Points | Points |
| No | Équipe       | Points | joués   | gagnés  | perdus  | pour | contre | Ratio | pour   | contre | Ratio  |
| -- | ------------ | ------ | ------- | ------- | ------- | ---- | ------ | ----- | ------ | ------ | ------ |
| 1  | Japon        | 6      | 3       | 3       | 0       | 9    | 1      | 9.000 | 248    | 162    | 1.531  |
| 2  | Corée du Sud | 5      | 3       | 2       | 1       | 7    | 5      | 1.400 | 261    | 255    | 1.024  |
| 3  | Thaïlande    | 4      | 3       | 1       | 2       | 5    | 6      | 0.833 | 232    | 220    | 1.055  |
| 4  | Taïwan       | 3      | 3       | 0       | 3       | 0    | 9      | 0.000 | 121    | 225    | 0.538  |

### Classement de 9 à 14

#### Poule G

##### Classement
| No | Équipe    | Points | Matches | Matches | Matches | Sets | Sets   | Sets  | Points | Points | Points |
| No | Équipe    | Points | joués   | gagnés  | perdus  | pour | contre | Ratio | pour   | contre | Ratio  |
| -- | --------- | ------ | ------- | ------- | ------- | ---- | ------ | ----- | ------ | ------ | ------ |
| 1  | Australie | 4      | 2       | 2       | 0       | 6    | 2      | 3.000 | 179    | 135    | 1.326  |
| 2  | Hong Kong | 3      | 2       | 1       | 1       | 5    | 3      | 1.667 | 178    | 177    | 1.006  |
| 3  | Sri Lanka | 2      | 2       | 0       | 2       | 0    | 6      | 0.000 | 109    | 154    | 0.708  |

#### Poule H

##### Classement
| No | Équipe      | Points | Matches | Matches | Matches | Sets | Sets   | Sets  | Points | Points | Points |
| No | Équipe      | Points | joués   | gagnés  | perdus  | pour | contre | Ratio | pour   | contre | Ratio  |
| -- | ----------- | ------ | ------- | ------- | ------- | ---- | ------ | ----- | ------ | ------ | ------ |
| 1  | Ouzbékistan | 2      | 1       | 1       | 0       | 3    | 2      | 1.500 | 116    | 107    | 1.084  |
| 2  | Inde        | 2      | 1       | 1       | 0       | 3    | 2      | 1.500 | 106    | 98     | 1.082  |
| 3  | Indonésie   | 2      | 2       | 0       | 2       | 4    | 6      | 0.667 | 205    | 222    | 0.923  |

## Phase finale

### Classements 9-12
|  | Tour de classement                              | Tour de classement                  |           |   | 9e place                            | 9e place                            |
|  | Tour de classement                              | Tour de classement                  |           |   | 9e place                            | 9e place                            |
|  |                                                 |                                     |           |   |                                     |                                     |
|  | Hanoï, 11-09-09 (25-18 25-19 25-14)             | Hanoï, 11-09-09 (25-18 25-19 25-14) |           |   | Hanoï, 12-09-09 (25–23 25–18 25–11) | Hanoï, 12-09-09 (25–23 25–18 25–11) |
|  | Hanoï, 11-09-09 (25-18 25-19 25-14)             | Hanoï, 11-09-09 (25-18 25-19 25-14) |           |   | Hanoï, 12-09-09 (25–23 25–18 25–11) | Hanoï, 12-09-09 (25–23 25–18 25–11) |
|  | Australie                                       | 3                                   |           |   | Hanoï, 12-09-09 (25–23 25–18 25–11) | Hanoï, 12-09-09 (25–23 25–18 25–11) |
|  | Australie                                       | 3                                   |           |   | Hanoï, 12-09-09 (25–23 25–18 25–11) | Hanoï, 12-09-09 (25–23 25–18 25–11) |
|  | Ouzbékistan                                     | 0                                   |           |   | Hanoï, 12-09-09 (25–23 25–18 25–11) | Hanoï, 12-09-09 (25–23 25–18 25–11) |
|  | Ouzbékistan                                     | 0                                   | Australie | 3 |                                     |                                     |
|  | Hanoï, 11-09-09 (22-25 17-25 25-21 25-15 12-15) |                                     | Australie | 3 |                                     |                                     |
|  |                                                 | Hong Kong                           | 0         |   |                                     |                                     |
|  | Inde                                            | Hong Kong                           | 0         | 2 |                                     |                                     |
|  | Inde                                            |                                     |           | 2 |                                     |                                     |
|  | Hong Kong                                       | 3                                   |           |   |                                     |                                     |
|  | Hong Kong                                       | 3                                   | 11e place |   |                                     |                                     |
|  |                                                 |                                     |           |   |                                     |                                     |
|  | Hanoï, 12-09-09 (21–25 16–25 15–25)             |                                     |           |   |                                     |                                     |
|  |                                                 |                                     |           |   |                                     |                                     |
|  | Ouzbékistan                                     | 0                                   |           |   |                                     |                                     |
|  | Ouzbékistan                                     | 0                                   |           |   |                                     |                                     |
|  | Inde                                            | 3                                   |           |   |                                     |                                     |
|  | Inde                                            | 3                                   |           |   |                                     |                                     |

### Classements 5-8
|  | Tour de classement                        | Tour de classement                        |          |   | 5e place                            | 5e place                            |
|  | Tour de classement                        | Tour de classement                        |          |   | 5e place                            | 5e place                            |
|  |                                           |                                           |          |   |                                     |                                     |
|  | Hanoï, 12-09-09 (23–25 25–20 25–21 25–22) | Hanoï, 12-09-09 (23–25 25–20 25–21 25–22) |          |   | Hanoï, 13-09-09 (23-25 21-25 15-25) | Hanoï, 13-09-09 (23-25 21-25 15-25) |
|  | Hanoï, 12-09-09 (23–25 25–20 25–21 25–22) | Hanoï, 12-09-09 (23–25 25–20 25–21 25–22) |          |   | Hanoï, 13-09-09 (23-25 21-25 15-25) | Hanoï, 13-09-09 (23-25 21-25 15-25) |
|  | Taïwan                                    | 3                                         |          |   | Hanoï, 13-09-09 (23-25 21-25 15-25) | Hanoï, 13-09-09 (23-25 21-25 15-25) |
|  | Taïwan                                    | 3                                         |          |   | Hanoï, 13-09-09 (23-25 21-25 15-25) | Hanoï, 13-09-09 (23-25 21-25 15-25) |
|  | Viêt Nam                                  | 1                                         |          |   | Hanoï, 13-09-09 (23-25 21-25 15-25) | Hanoï, 13-09-09 (23-25 21-25 15-25) |
|  | Viêt Nam                                  | 1                                         | Taïwan   | 0 |                                     |                                     |
|  | Hanoï, 12-09-09 (11–25 20–25 14–25)       |                                           | Taïwan   | 0 |                                     |                                     |
|  |                                           | Kazakhstan                                | 3        |   |                                     |                                     |
|  | Iran                                      | Kazakhstan                                | 3        | 0 |                                     |                                     |
|  | Iran                                      |                                           |          | 0 |                                     |                                     |
|  | Kazakhstan                                | 3                                         |          |   |                                     |                                     |
|  | Kazakhstan                                | 3                                         | 7e place |   |                                     |                                     |
|  |                                           |                                           |          |   |                                     |                                     |
|  | Hanoï, 13-09-09 (25-16 25-16 25-22)       |                                           |          |   |                                     |                                     |
|  |                                           |                                           |          |   |                                     |                                     |
|  | Viêt Nam                                  | 3                                         |          |   |                                     |                                     |
|  | Viêt Nam                                  | 3                                         |          |   |                                     |                                     |
|  | Iran                                      | 0                                         |          |   |                                     |                                     |
|  | Iran                                      | 0                                         |          |   |                                     |                                     |

### Classements 1-4
|  | Quarts de finale                          | Quarts de finale                          |                                     |                                     | Demi-finales                              | Demi-finales                              |   |  | Finale                                    | Finale                                    |
|  | Quarts de finale                          | Quarts de finale                          |                                     |                                     | Demi-finales                              | Demi-finales                              |   |  | Finale                                    | Finale                                    |
|  |                                           |                                           |                                     |                                     |                                           |                                           |   |  |                                           |                                           |
|  | Hanoï, 11-09-09 (25-16 25-9 25-14)        | Hanoï, 11-09-09 (25-16 25-9 25-14)        |                                     |                                     | Hanoï, 12-09-09 (25–18 25–19 21–25 25–14) | Hanoï, 12-09-09 (25–18 25–19 21–25 25–14) |   |  | Hanoï, 13-09-09 (25-20 19-25 19-25 23-25) | Hanoï, 13-09-09 (25-20 19-25 19-25 23-25) |
|  | Hanoï, 11-09-09 (25-16 25-9 25-14)        | Hanoï, 11-09-09 (25-16 25-9 25-14)        |                                     |                                     | Hanoï, 12-09-09 (25–18 25–19 21–25 25–14) | Hanoï, 12-09-09 (25–18 25–19 21–25 25–14) |   |  | Hanoï, 13-09-09 (25-20 19-25 19-25 23-25) | Hanoï, 13-09-09 (25-20 19-25 19-25 23-25) |
|  | Chine                                     | 3                                         |                                     |                                     | Hanoï, 12-09-09 (25–18 25–19 21–25 25–14) | Hanoï, 12-09-09 (25–18 25–19 21–25 25–14) |   |  | Hanoï, 13-09-09 (25-20 19-25 19-25 23-25) | Hanoï, 13-09-09 (25-20 19-25 19-25 23-25) |
|  | Chine                                     | 3                                         |                                     |                                     | Hanoï, 12-09-09 (25–18 25–19 21–25 25–14) | Hanoï, 12-09-09 (25–18 25–19 21–25 25–14) |   |  | Hanoï, 13-09-09 (25-20 19-25 19-25 23-25) | Hanoï, 13-09-09 (25-20 19-25 19-25 23-25) |
|  | Taïwan                                    | 0                                         |                                     |                                     | Hanoï, 12-09-09 (25–18 25–19 21–25 25–14) | Hanoï, 12-09-09 (25–18 25–19 21–25 25–14) |   |  | Hanoï, 13-09-09 (25-20 19-25 19-25 23-25) | Hanoï, 13-09-09 (25-20 19-25 19-25 23-25) |
|  | Taïwan                                    | 0                                         | Chine                               | 3                                   |                                           |                                           |   |  | Hanoï, 13-09-09 (25-20 19-25 19-25 23-25) | Hanoï, 13-09-09 (25-20 19-25 19-25 23-25) |
|  | Hanoï, 11-09-09 (25-20 25-21 25-18)       |                                           | Chine                               | 3                                   |                                           |                                           |   |  | Hanoï, 13-09-09 (25-20 19-25 19-25 23-25) | Hanoï, 13-09-09 (25-20 19-25 19-25 23-25) |
|  |                                           | Corée du Sud                              | 1                                   |                                     |                                           |                                           |   |  | Hanoï, 13-09-09 (25-20 19-25 19-25 23-25) | Hanoï, 13-09-09 (25-20 19-25 19-25 23-25) |
|  | Corée du Sud                              | Corée du Sud                              | 1                                   | 3                                   |                                           |                                           |   |  | Hanoï, 13-09-09 (25-20 19-25 19-25 23-25) | Hanoï, 13-09-09 (25-20 19-25 19-25 23-25) |
|  | Corée du Sud                              |                                           |                                     | 3                                   |                                           |                                           |   |  | Hanoï, 13-09-09 (25-20 19-25 19-25 23-25) | Hanoï, 13-09-09 (25-20 19-25 19-25 23-25) |
|  | Viêt Nam                                  | 0                                         |                                     |                                     |                                           |                                           |   |  | Hanoï, 13-09-09 (25-20 19-25 19-25 23-25) | Hanoï, 13-09-09 (25-20 19-25 19-25 23-25) |
|  | Viêt Nam                                  | 0                                         | Chine                               | 1                                   |                                           |                                           |   |  |                                           |                                           |
|  | Hanoï, 11-09-09 (25-11 25-6 25-7)         |                                           | Chine                               | 1                                   |                                           |                                           |   |  |                                           |                                           |
|  |                                           | Thaïlande                                 | 3                                   |                                     |                                           |                                           |   |  |                                           |                                           |
|  | Japon                                     | Thaïlande                                 | 3                                   | 3                                   |                                           |                                           |   |  |                                           |                                           |
|  | Japon                                     | Hanoï, 12-09-09 (25–20 13–25 23–25 21–25) |                                     | 3                                   |                                           |                                           |   |  |                                           |                                           |
|  | Iran                                      | 0                                         |                                     |                                     |                                           |                                           |   |  |                                           |                                           |
|  | Iran                                      | 0                                         | Japon                               | 1                                   |                                           |                                           |   |  |                                           |                                           |
|  | Hanoï, 11-09-09 (25-27 21-25 26-24 22-25) | Hanoï, 11-09-09 (25-27 21-25 26-24 22-25) | Japon                               | 1                                   | Match pour la 3e place                    | Match pour la 3e place                    |   |  |                                           |                                           |
|  | Hanoï, 11-09-09 (25-27 21-25 26-24 22-25) | Hanoï, 11-09-09 (25-27 21-25 26-24 22-25) |                                     | Thaïlande                           | Match pour la 3e place                    | Match pour la 3e place                    | 3 |  |                                           |                                           |
|  | Kazakhstan                                | 1                                         | Hanoï, 13-09-09 (16-25 15-25 18-25) | Hanoï, 13-09-09 (16-25 15-25 18-25) |                                           |                                           | 3 |  |                                           |                                           |
|  | Kazakhstan                                | 1                                         | Hanoï, 13-09-09 (16-25 15-25 18-25) | Hanoï, 13-09-09 (16-25 15-25 18-25) |                                           |                                           |   |  |                                           |                                           |
|  | Thaïlande                                 | 3                                         |                                     | Corée du Sud                        | 0                                         |                                           |   |  |                                           |                                           |
|  | Thaïlande                                 | 3                                         |                                     | Corée du Sud                        | 0                                         |                                           |   |  |                                           |                                           |
|  |                                           |                                           |                                     |                                     |                                           |                                           |   |  | Japon                                     | 3                                         |
|  |                                           |                                           |                                     |                                     |                                           |                                           |   |  | Japon                                     | 3                                         |

## Récompenses individuelles
- MVP : Onuma Sittirak
- Meilleure Marqueuse : Yeon-Koung Kim
- Meilleure Attaquante : Xue Ming
- Meilleure Contreuse : Xue Ming
- Meilleure Serveuse : Saori Kimura
- Meilleure Passeuse : Nootsara Tomkom
- Meilleure Libéro : Wanna Buakaew

## Classement final
| Place              | Équipe       |
| ------------------ | ------------ |
| Médaille d'or      | Thaïlande    |
| Médaille d'argent  | Chine        |
| Médaille de bronze | Japon        |
| 4                  | Corée du Sud |
| 5                  | Kazakhstan   |
| 6                  | Taïwan       |
| 7                  | Viêt Nam     |
| 8                  | Iran         |
| 9                  | Australie    |
| 10                 | Hong Kong    |
| 11                 | Inde         |
| 12                 | Ouzbékistan  |
| 13                 | Indonésie    |
| 14                 | Sri Lanka    |